# Stefan Dotzler
Stefan Dotzler (* 10. Dezember 1960 in München) ist ein ehemaliger deutscher Skilangläufer.

## Werdegang
Dotzler war Mitglied des Münchener Skiclubs Hochvogel. und trat international erstmals bei den Juniorenweltmeisterschaften 1979 in Mont Sainte-Anne in Erscheinung. Dort belegte er den 34. Platz über 15 km und den sechsten Rang mit der Staffel. Im folgenden Jahr errang er bei den Juniorenweltmeisterschaften in Örnsköldsvik den 38. Platz über 15 km und den siebten Platz mit der Staffel. Zwischen 1982 und 1984 erreichte er acht Mal Platzierungen unter den besten zwanzig in Weltcuprennen. Sein bestes Ergebnis war ein dritter Platz über 15 km im Januar 1983 beim Rennen in Reit im Winkl. Bei den Nordischen Skiweltmeisterschaften 1982 in Oslo kam er auf den 35. Platz über 15 km und zusammen mit Jochen Behle, Franz Schöbel und Josef Schneider auf den sechsten Rang in der Staffel. Bei den Olympischen Winterspielen 1984 in Sarajevo war er Mitglied der bundesdeutschen 4 × 10-km-Staffel, die den sechsten Platz belegte. In den Einzelrennen über 15 km und 30 km belegte er die Plätze 30 und 37. Im folgenden Jahr lief er bei den Nordischen Skiweltmeisterschaften in Seefeld in Tirol auf den 30. Platz über 50 km, auf den 24. Rang über 15 und auf den 11. Platz mit der Staffel. Bei den Nordischen Skiweltmeisterschaften 1987 in Oberstdorf belegte er den 21. Platz über 30 km klassisch, auf den 18. Rang über 15 km klassisch und auf den 11. Platz mit der Staffel und bei den Winterspielen in Calgary auf den 40. Platz über 30 km. In den folgenden Jahren lief er bei den Nordischen Skiweltmeisterschaften 1989 in Lahti jeweils auf den 22. Platz über 15 km klassisch und 30 km klassisch und auf den zehnten Rang zusammen mit Walter Kuß, Martinus Richter und Jochen Behle in der Staffel und bei den Nordischen Skiweltmeisterschaften 1991 im Val di Fiemme auf den 47. Platz über 10 km klassisch und auf den 29. Rang über 30 km klassisch.
Nach Ende seiner aktiven Karriere schlug Stefan Dotzler die Trainerlaufbahn ein. Als Heimtrainer betreut er unter anderem seinen Sohn Hannes, Olympiateilnehmer bei den Winterspielen 2014 in Sotschi, sowie Katharina Hennig, Olympiasiegerin bei den Winterspielen 2022 in Peking.
Er ist Trainer Langlauf im Trainerstab des Zoll-Ski-Teams.

## Teilnahmen an Weltmeisterschaften und Olympischen Spielen

### Olympische Spiele
- 1984 Sarajevo: 6. Platz Staffel, 30. Platz 15 km, 37. Platz 30 km
- 1988 Calgary: 40. Platz 30 km klassisch

### Nordische Skiweltmeisterschaften
- 1982 Oslo: 6. Platz Staffel, 35. Platz 15 km
- 1985 Seefeld in Tirol: 11. Platz Staffel, 24. Platz 15 km, 30. Platz 50 km
- 1987 Oberstdorf: 11. Platz Staffel, 18. Platz 15 km klassisch, 21. Platz 30 km klassisch
- 1989 Lahti: 10. Platz Staffel, 22. Platz 15 km klassisch, 22. Platz 30 km klassisch
- 1991 Val di Fiemme: 29. Platz 30 km klassisch, 47. Platz 10 km klassisch